# Howard William Stull
Howard William Stull (* 11. April 1876 bei Johnstown, Cambria County, Pennsylvania; † 22. April 1949 ebenda) war ein US-amerikanischer Politiker. In den Jahren 1932 und 1933 vertrat er den Bundesstaat Pennsylvania im US-Repräsentantenhaus.

## Werdegang
Der auf einer Farm geborene Howard Stull besuchte die öffentlichen Schulen seiner Heimat, die Johnstown High School und die State Normal School in Indiana (Pennsylvania). Zwischen 1887 und 1894 arbeitete er als Ladenangestellter; in den Jahren 1894 und 1895 war er bei einer Eisenbahngesellschaft angestellt. Anschließend unterrichtete er bis 1897 als Lehrer und war dann bis 1898 Postangestellter in Johnstown. Von 1899 bis 1904 fungierte er dort als stellvertretender Posthalter. Im Jahr 1905 zog Stull in die Bundeshauptstadt Washington, D.C., wo er stellvertretender Abteilungsleiter beim US-Finanzministerium wurde. Dieses Amt bekleidete er bis 1908.
Nach einem Jurastudium an der dortigen George Washington University und seiner 1908 erfolgten Zulassung als Rechtsanwalt begann Stull in Colville im Staat Washington in diesem Beruf zu arbeiten. Zwischen 1911 und 1916 war er mehrfach Bezirksstaatsanwalt im dortigen Stevens County. Politisch schloss er sich der Republikanischen Partei an. 1916 nahm er als Delegierter an deren regionalem Parteitag für den Staat Washington teil. Ein Jahr später kehrte er nach Johnstown zurück, wo er ebenfalls als Anwalt praktizierte.
Nach dem Rücktritt des Kongressabgeordneten James Russell Leech wurde Stull bei der fälligen Nachwahl für den 20. Sitz von Pennsylvania als dessen Nachfolger in das US-Repräsentantenhaus in Washington gewählt, wo er am 26. April 1932 sein neues Mandat antrat. Da er bei den regulären Kongresswahlen des Jahres 1932 auf eine weitere Kandidatur verzichtete, konnte er bis zum 3. März 1933 nur die laufende Legislaturperiode im Kongress beenden. Diese war von der Weltwirtschaftskrise geprägt. Nach seiner Zeit im US-Repräsentantenhaus war Stull wieder als Rechtsanwalt tätig. Er starb am 22. April 1949 in Johnstown, wo er auch beigesetzt wurde.